# Fredrik Flygare
Adolf Fredrik Flygare, född den 28 december 1908 i Dalby församling, Malmöhus län, död den 23 september 1992 i Lund, var en svensk militär.
Flygare avlade studentexamen vid Arméns underofficerskola 1933 och officersexamen 1941. Han blev löjtnant vid ingenjörtrupperna 1941, kapten där 1943 och vid fortifikationen 1947. Flygare genomgick Artilleri- och ingenjörhögskolans högre kurs 1947. Han befordrades till major 1954, till överstelöjtnant 1958 och till överste 1962. Flygare blev fortifikationsbefälhavare vid Blekinge kustartilleriförsvar 1956 och sektionschef vid Fortifikationsförvaltningen 1958. Han var överingenjör och chef för befästningsavdelningens projektbyrå där 1963–1968 och under samma tid vikarierade chef för befästningsavdelningen. Flygare blev riddare av Svärdsorden 1955, kommendör av samma orden 1965 och kommendör av första klassen 1968. Han vilar på Dalby gamla kyrkogård utanför Lund.